# Simbol bursier

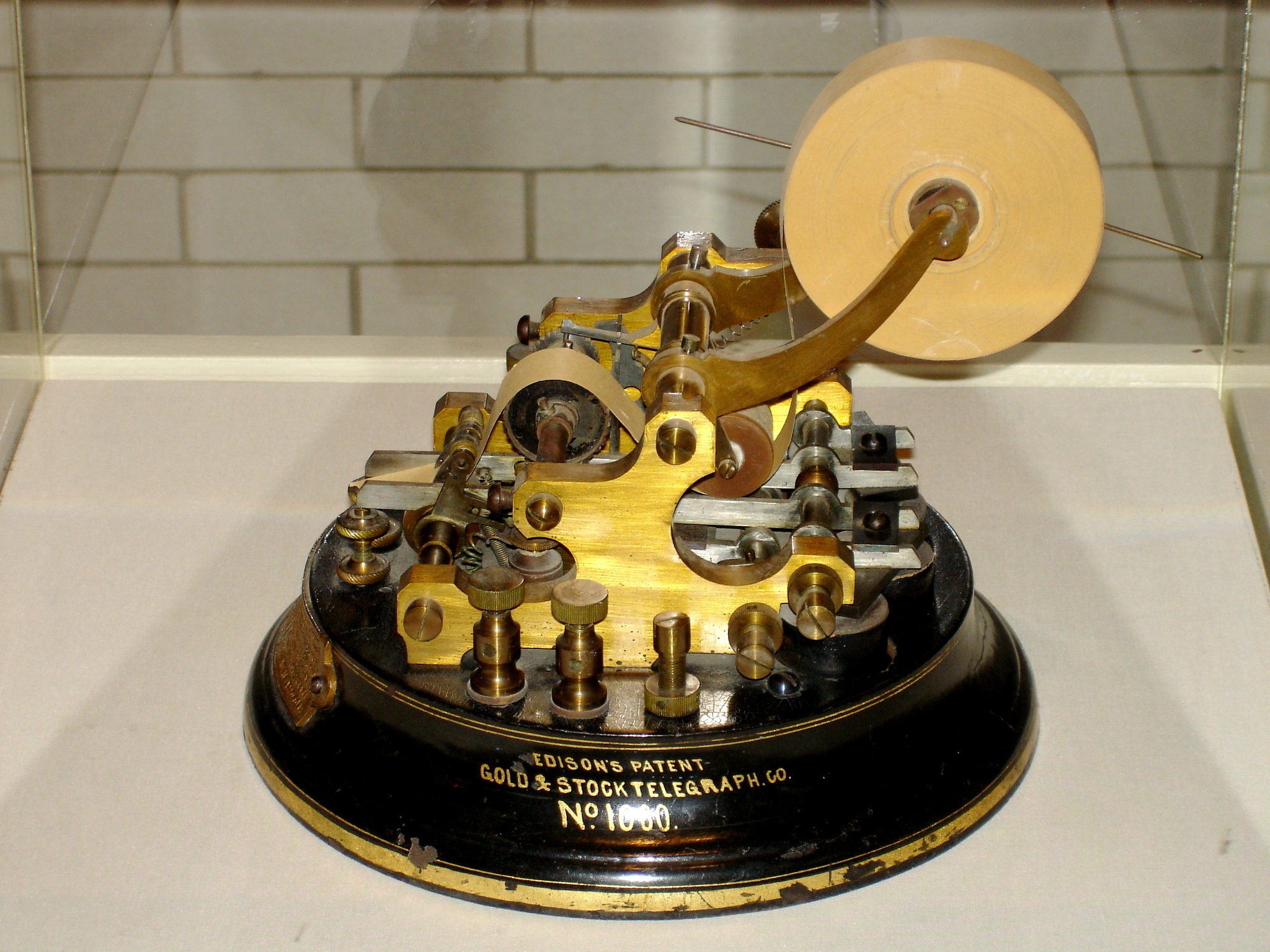
Dispozitivul creat de Thomas Edison pentru tipărirea simbolurilor bursiere.

Un simbol bursier este o abreviere folosită pentru a identifica o companie cotată la o bursă de valori. Acesta poate fi format din litere, cifre sau o combinație între cele două, în funcție de natura pieței de valori și importanța companiei. În SUA există de asemenea companii listate pe Bursa de Valori din New York a căror abreviere conține o singură literă.

## Exemple
- AAPL – Apple Inc.
- BARC – Barclays
- CEZ – CEZ
- DBK - Deutsche Bank
- ENEL - Enel
- ERIC B - Ericsson
- GAZP - Gazprom
- GLE - Société Générale
- INGA – ING Groep
- KO – Coca-Cola Company
- MT - ArcelorMittal
- NOK1V - Nokia
- PHIA - Philips
- SNP - OMV Petrom
- TEF – Telefonica
- UBSN - UBS